# Bagnaria
Bagnaria (lombardul Bagnèra) település Olaszországban, Lombardia régióban, Pavia megyében. Lakosainak száma 639 fő (2023. január 1.). Bagnaria Gremiasco, Varzi és Ponte Nizza községekkel határos.

## Népesség
A település népességének változása:
| Lakosok száma | 676  | 666  | 639  |
|               | 2017 | 2018 | 2023 |